# Aussichtsturm Irchel
Der Aussichtsturm Irchel steht auf einer Anhöhe oberhalb des Buchemer Irchels, der Gemeinde Buch am Irchel im Kanton Zürich. Der erste Turm wurde 1930 von Jakob Zimiker unter Mithilfe des S.A.C. Sektion Winterthur errichtet. Der heutige Turm steht seit 1983.

## Situation
Der in Stahlfachwerkkonstruktion erstellte Turm ist 63 Meter hoch, die Aussichtsplattform befindet sich in 28 Meter Höhe und wurde 1983 eingeweiht. Dort ist eine Panoramatafel angebracht.
In ca. 15 Minuten führen Wanderwege von Buch am Irchel zum Aussichtsturm. Die Aussichtsplattform wird über 150 Treppenstufen und 5 Zwischenpodesten erstiegen. Vom Turm aus bietet sich eine Aussicht vom Feldberg im Schwarzwald bis zum Tödi. Neben dem Turm befindet sich eine Feuerstelle mit mehreren Sitzbänken.

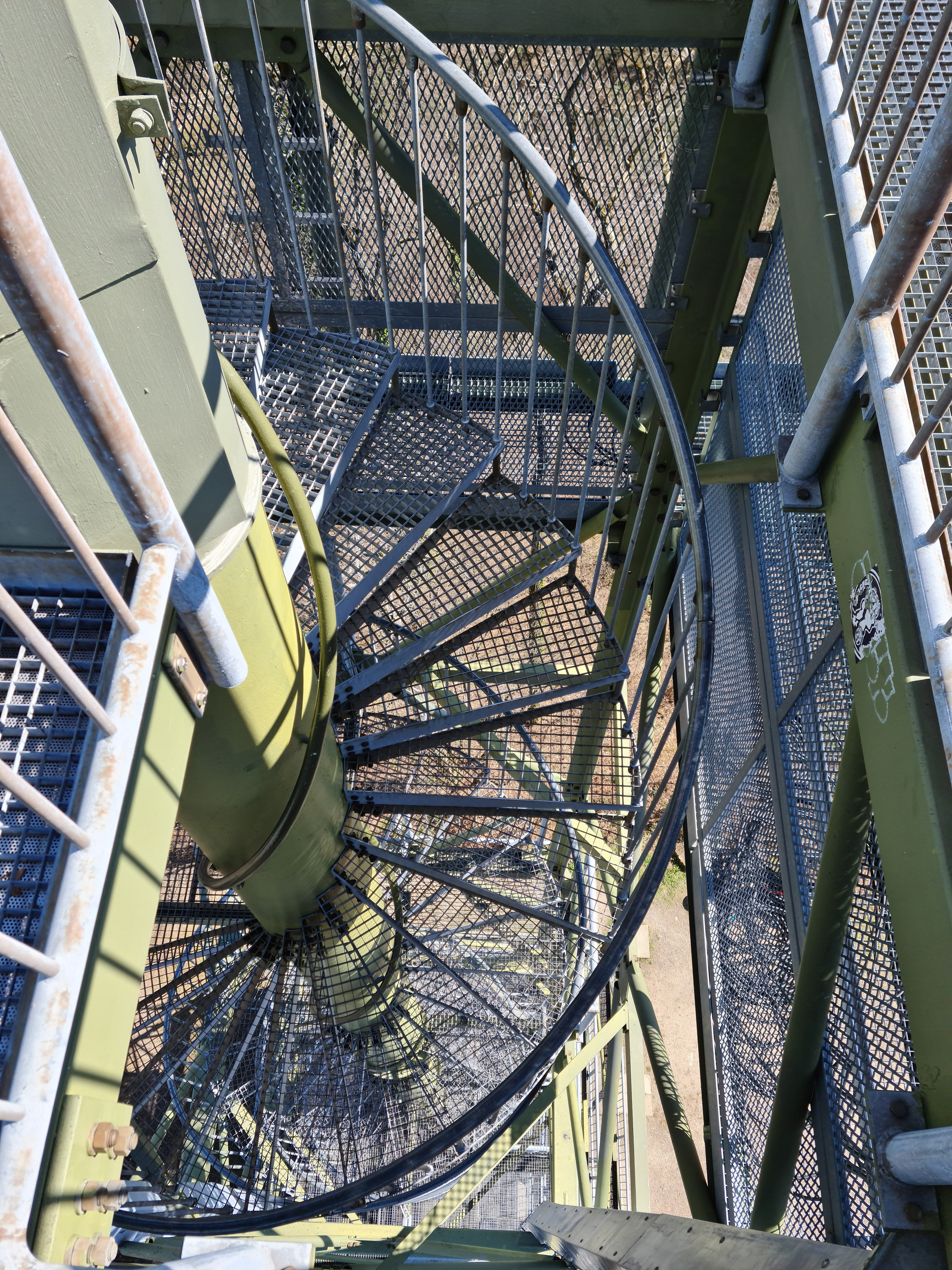
Treppen
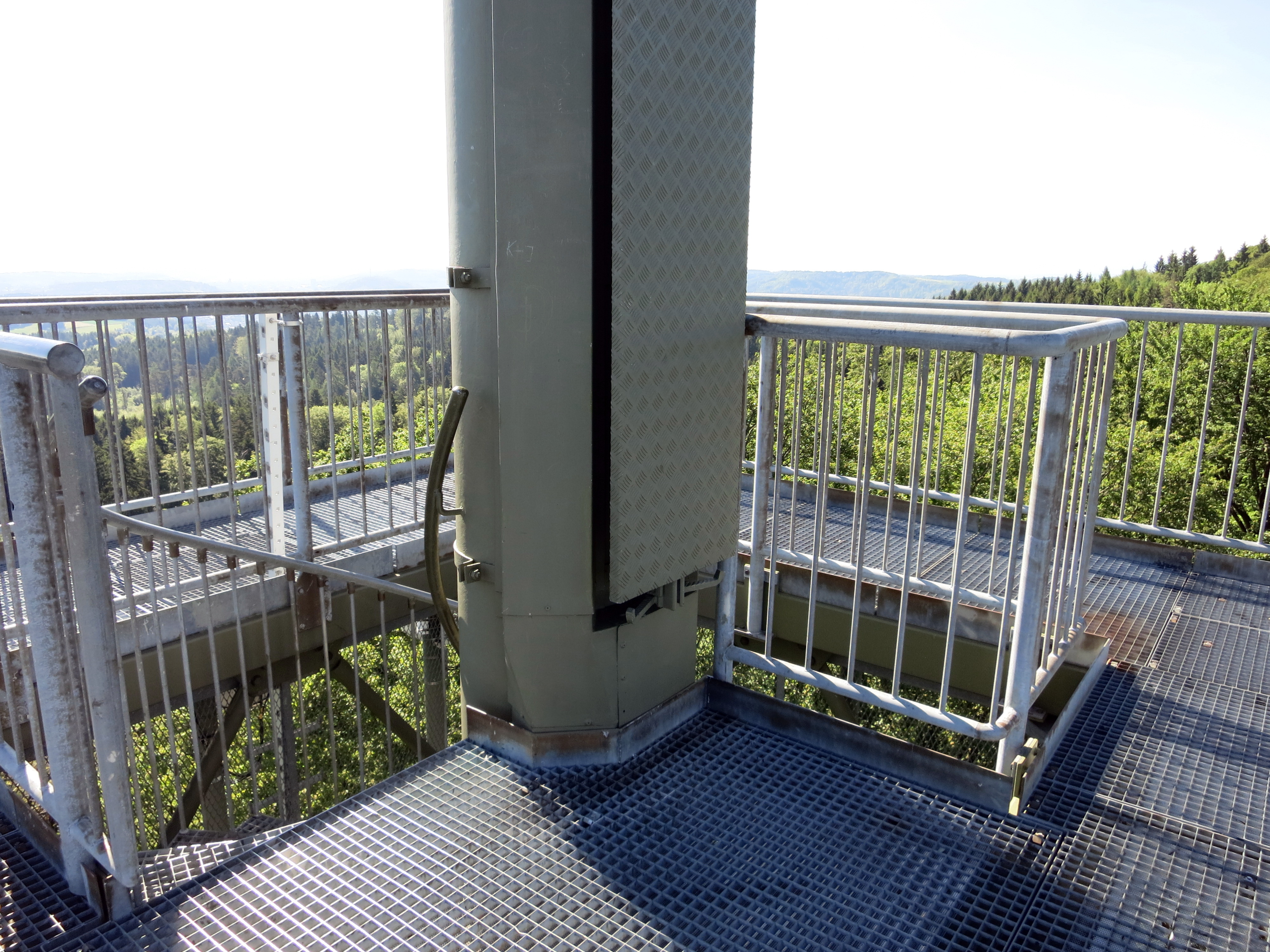
Aussichtsplattform
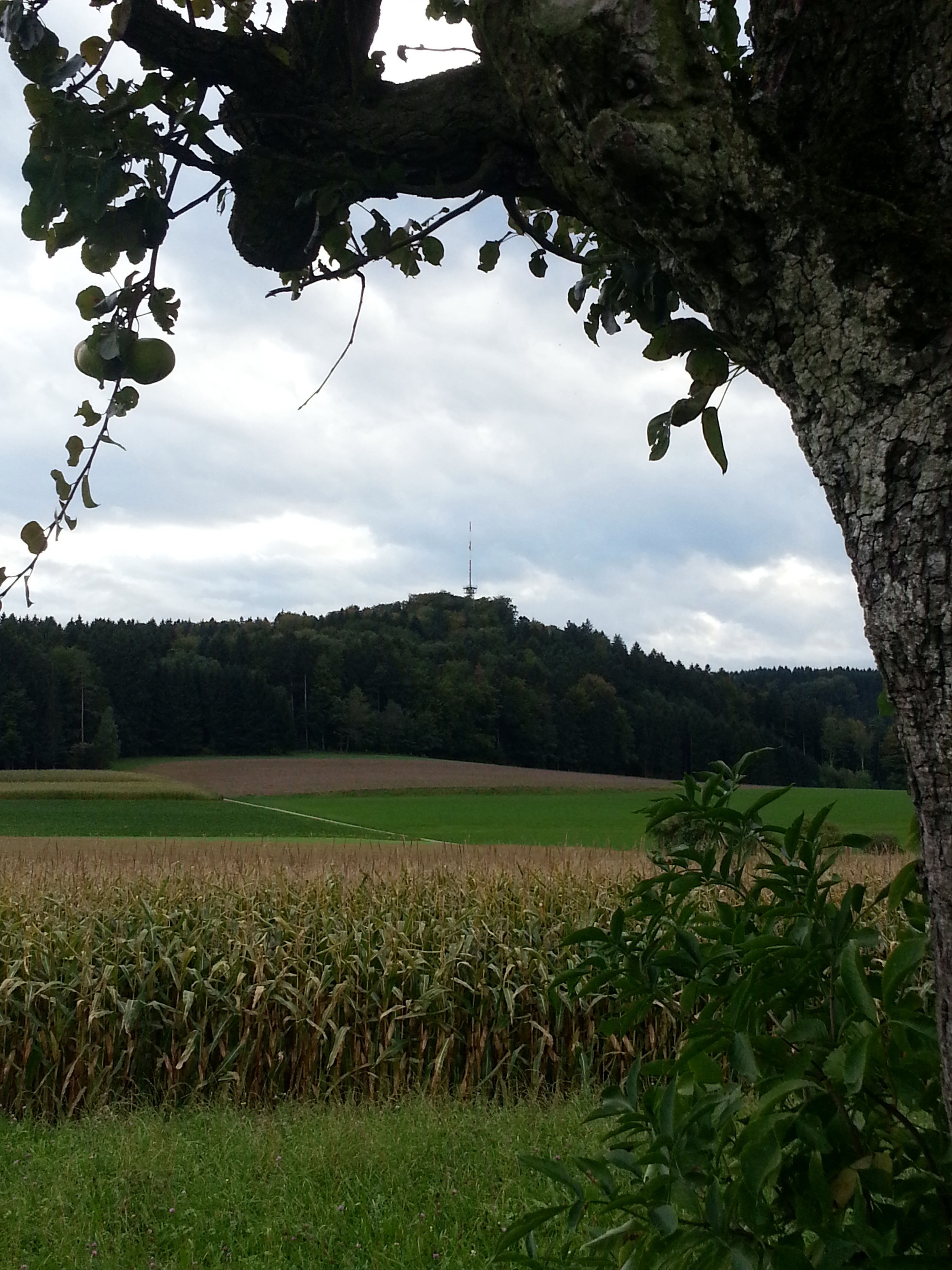
Der Irchelturm von Äschhalden aus gesehen